# Ledra longifrons
Ledra longifrons är en insektsart som beskrevs av Walker 1857. Ledra longifrons ingår i släktet Ledra och familjen dvärgstritar. Inga underarter finns listade i Catalogue of Life.